# Women and Children Last
Women and Children Last är horrorpunkbandet Murderdolls andra album och släpptes i augusti 2010. Bandet själva betraktar albumet som deras första riktiga album och ser på deras föregående albumet Beyond the Valley of the Murderdolls som en samling av demos från deras respektive förra band.
Women and children last är en aning hårdare och mörkare än deras föregående album, men fortfarande humoristisk.

## Låtlista
Alla låtar skrivna av Wednesday 13 och Joey Jordison.
| 1.           | The World According to Revenge (Intro) | 1:22  |
| 2.           | Chapel of Blood                        | 3:09  |
| 3.           | Bored 'Til Death                       | 3:09  |
| 4.           | Drug Me to Hell                        | 2:59  |
| 5.           | Nowhere                                | 4:21  |
| 6.           | Summertime Suicide                     | 4:07  |
| 7.           | Death Valley Superstars                | 3:44  |
| 8.           | My Dark Place Alone                    | 2:59  |
| 9.           | Blood Stained Valentine                | 4:18  |
| 10.          | Pieces of You                          | 2:31  |
| 11.          | Homicide Drive                         | 3:22  |
| 12.          | Rock N Roll is All I Got               | 3:32  |
| 13.          | Nothing's Gonna Be Alright             | 2:36  |
| 14.          | Whatever You Got, I'm Against It       | 3:12  |
| 15.          | Hello, Goodbye, Die                    | 2:17  |
| Total längd: | Total längd:                           | 47:35 |

| 16.          | Motherfucker See, Motherfucker Do | 2:57  |
| 17.          | The Funeral Ball                  | 3:43  |
| 18.          | A Moment of Violence              | 1:58  |
| Total längd: | Total längd:                      | 56:13 |

Special Edition-DVD innehåller följande:
- Main menu page loop ("My Dark Place Alone") - 2:57
- Song selection menu page loop ("Bored 'Til Death") - 3:08
- "Intro (The World According to Revenge)" (live) - 1:25
- "Chapel of Blood" (live) - 3:15
- "Twist My Sister" (live) - 3:05
- "My Dark Place Alone" (live) - 3:11
- "She Was a Teenage Zombie" (live) - 3:43
- "Die My Bride" (live) - 3:43
- "Dead in Hollywood" (live) - 3:01

### Fotnoter
1. ↑  ”MURDERDOLLS - Women & Children Last”. Roadrunner. Arkiverad från originalet den 15 juli 2011. https://web.archive.org/web/20110715193224/http://store.roadrunnerrecords.com/MURDERDOLLS-Women-Children-Last. Läst 4 juli 2010.
2. ↑  Special Edition
3. ↑  Limited Edition